# Myriopus microphyllus
Myriopus microphyllus är en strävbladig växtart som först beskrevs av Carlo Luigi Giuseppe Bertero och Spreng., och fick sitt nu gällande namn av Feuillet. Myriopus microphyllus ingår i släktet Myriopus och familjen strävbladiga växter. Inga underarter finns listade i Catalogue of Life.